# 妮可·羅賓
妮可·羅賓（日语：ニコ・ロビン）是日本漫畫家尾田榮一郎所創作的少年漫畫《航海王》中的虛構角色，是該作品的中的一位主要角色，是主角魯夫的第6位加入夥伴，草帽海賊團考古學家。考古學之島「歐哈拉」的遺孤，夢想是透過找到散落在《航海王》世界中一種被稱為歷史本文的文獻，以查明被消除的歷史。

## 設計
作品中不少女性角色都以鳥名作名字，羅賓（Robin）的英文意思則為知更鳥，名字取自于美国著名女演员妮可·基德曼，姓氏取自于英国传说里的侠盗罗宾汉和DC漫画《蝙蝠侠》里蝙蝠侠的助手罗宾。

## 人物
妮可·羅賓是草帽海賊團第6位夥伴。原為地下暗殺組織巴洛克華克的副社長兼最高司令官，代號為「Miss All Sunday」，阿拉巴斯坦王國公主納菲魯塔莉·薇薇充當間諜的期間也是透過她的間接幫助，才得以進入巴洛克華克。阿拉巴斯坦王國篇後段因為不願透漏古代兵器一事，慘遭克洛克達爾攻擊重傷但是沒死，後來自殺不成反被魯夫所救，在巴洛克華克解散後加入草帽海賊團，並逐漸改變自己。後期甚至將夥伴們的性命看的比全世界人的性命還要重要，也在無數的冒險中慢慢瞭解到自己活著的意義和使命。
羅賓特徵是黑色長髮，瞳色為藍色，而第一部剧情拥有偏小麦色的肌肤，第二部则变回白皙。其容貌遺傳自母親妮可·歐爾比雅，是個美人，且懸賞金一樣都是7,900萬貝里。她是「花花果實」（ハナハナの実）能力者，也是海賊團裡唯一一位女性的果實能力者。出身考古學家系，擅長考古學及暗殺，學識淵博，極度重視任何遺留的歷史相關事物。目標是找到真正的歷史本文，以及解開空白的100年歷史，並且絕不饒恕踐踏歷史文物的人。對於世界政府、海賊、航海都知道得很詳細，有時會去偷聽島上居民所談論的話，也因此常替海賊團收集到不少重要情報。
過去被世界政府稱之為「惡魔之子」，全族慘遭殲滅的考古學島「歐哈拉」的倖存者，同時也是世界上唯一一個能讓「古代兵器」復活的人。世界政府生怕空白的100年被揭開，因此把自己破壞歐哈拉的行為全部栽贓給她。幼時痛恨世界政府無差別的殺人行徑，加上多次遭到貪得無厭的人的出賣，羅賓因而變得冷酷無情。
個性酷炫不多話，有種成熟性感大人的魅力。因為過去的經歷而常會聯想一些不吉利的事物，甚至提出恐怖的發言（如：分屍、被掐死）。曾提議將還未有名字的千陽號取名叫「黑暗號」，笑著對別人說：「我喜歡刺激的冒險」，羅羅亞·索隆也因此給她取了「黑暗女」的綽號。可以冷靜做出正確的判斷，但有時也會做出令所有人訝異的舉止。不相信沒有科學根據的事物，例如占卜。運動神經超群（游泳例外）、也很會玩打牌、西洋棋等遊戲，曾和喬巴玩牌結果69連勝，也因為這樣她時常很容易就和別人打成一片。和之國篇因為臥底調查需求，經由藝妓導師訓練而習得日本舞。
小時候在故鄉遇到的巨人族之男薩烏羅，名字中間有一個「D」字，為此對魯夫他們這些擁有「D之意志」的人們抱持著極大的好奇心。對魯夫有著極高的忠誠心，絕對支持他所做出的決定，然而當魯夫做出重要決策的時候，也會適時提醒對方需要考量的風險。羅賓雖然常常作出恐怖的發言，但因為喜歡可愛的東西，所以偶爾會想像出很可愛和幽默的事物（例如肉球貓和多雷斯老太太），面對醜萌的事物會在內心直呼「好可愛」甚至臉紅（例如勘十郎糟糕的昇龍畫，曾因升龍努力爬行後變回畫而落淚，並留下一束花給它），反差相當大。相當喜歡動物，包括成員之一的喬巴，是個超級喬巴控，出門身上總是會攜帶喬巴最喜歡的甜食，在佛朗基被羅用能力交換人格時，對佛朗基用喬巴身體擺出很猥褻的表情感到相當不悅並出言警告。
由於喜歡花的緣故，羅賓還會用花來表達對別人與自己的評斷印象，千陽號也特別為她設置了花圃。在第二部劇情練成即興素描的特技，連佛朗基都讚嘆她的畫工很高超。但事實上畫出來的東西相當驚人，相當反差。她喜歡的島嶼是秋天的春島，認為這是適合慢慢看書的季節。雖然草帽團的三餐是由香吉士打理，但是娜美、騙人布和羅賓偶爾也會做一些家常菜，羅賓擅長的料理是煮物類和西班牙鐵鍋飯。
作者尾田曾應讀者要求畫出性別轉換後的草帽海賊團，男版的羅賓是一個有著兇惡臉孔的肌肉男，名言是「真是過份！」（ひどい事すんじゃねぇか）；他亦曾提到，如果草帽海賊團是一家人，羅賓就是家中的母親。羅賓的聲優山口由里子在自己印象中的花種中，羅賓的代表為卡薩布蘭卡（作百合和袂百合的雜交品種之一）。羅賓一天的睡眠時間為晚上11點到早上6點。

## 能力
羅賓是超人系「花花果實」能力者，能力是從不同的地方，宛如開花般長出手、腳或身體各部位。讓手生長在視線內的敵人身上，固定住關節，綁住對方。運用在偷襲方面相當具有效果，對速度型的敵人也能佔上風。在團體中負責輔助功能，能在夥伴需要幫忙時立刻開花輔助。用眼開花和耳開花能進行一定距離的偵查和搜集情報。
攻擊的方式是以手開花為主，將敵人束縛、扭曲、對折、反凹、打擊等多種手段。對自然系的能力者會無法開花觸碰，也無法對軟體動物產生實質攻擊。從高空墜落的話可以開出「幻之翼」減緩下降，但只能維持大約5~10秒的時間。花開的肢體分身遭到攻擊時，本體也會受到傷害，但本體並不會留下傷口，超過有效距離便無法製造肢體分身。
兩年後不但能在海中短暫使用能力，而且可製造出成千上萬的手腳，提升成範圍型的攻擊；甚至還能製造實體分身，但若距離太遠的話只能開出半身，如若分身遭受攻擊將會變成花瓣閃躲攻擊，本體不會受到任何傷害。
攻擊招式數字名稱是西班牙語，（懸吊）是英語，（花開）則是法語「花fleur」的意思。當羅賓使用能力的時候，經常習慣將雙手交叉橫置在胸前，周圍會有名為「飄飄花」（フワッフラワー）的花瓣在飛舞，凸顯羅賓招式的華麗度。
在「大事件」落幕的兩年間，羅賓透過革命軍成員薩波和可亞拉指導，學會魚人空手道和龍爪拳中的「掌勁」技巧，將其和花花果實的能力融會貫通，延伸出新的作戰策略。

## 劇中表現
羅賓出生在西海著名的考古學聖地「歐哈拉」。父親早死，母親則是世界政府追捕的通緝犯。羅賓的童年非常孤獨，更因為擁有「花花果實」能力，使她受到排擠和欺負。後來跟著願意接納她的克洛巴博士和歐哈拉學者們一起學習考古學，羅賓8歲時參加「博士考試」，並以滿分的成績成為考古學家。但由於世界政府不願意800年前的某個歷史真相被歐哈拉學者解讀，便將歐哈拉摧毀並以「破壞6艘海軍戰艦」的罪名為理由來栽贓她，將8歲的羅賓高額懸賞。因此，被世界政府以及想當上海賊王的大海強者們視為危險人物，一直受到追殺。之後20年間羅賓四處逃難，在24歲時被時任「王下七武海」之一「Mr. 0」克洛克達爾挖角而加入成為巴洛克華克的成員。

### 第一部
初登場時，羅賓以敵人的身份與魯夫等人對立，阿拉巴斯坦王國事件後期克洛克達爾要求其解讀地下葬祭殿記載古代兵器「冥王」的歷史本文石碑時，羅賓因為不願向克洛克達爾透露實情，遭後者配戴附有劇毒的臂鉤殺成重傷不支倒地。克洛克達爾被擊敗後，魯夫救出本欲尋短的羅賓與身受重傷的阿拉巴斯坦國王寇布拉，羅賓因為無處可去便加入草帽海賊團。
眾人於空島冒險期間，羅賓發現一座記載古代兵器「海皇」所在位置的歷史本文。
在水之七島時，與CP9成員相遇，並做了為保住夥伴性命而將自己交給世界政府的承諾。知道真相後的魯夫立刻帶著夥伴攻進囚禁羅賓的司法島，正式向世界政府宣戰並救出羅賓。在那之後，羅賓開始會直接稱呼夥伴的名字而非以職稱稱呼，是司法島事件後對夥伴敞開心房的證明。
在夏波帝諸島與夥伴分散後，來到革命軍大本營巴爾迪可。羅賓認為跟從革命軍投身世界洪流，或許能令自己變得更強，同時她也表示，這是頭一次有著希望讓自己變強的心願。見證了世界的情勢轉變。

### 第二部
前往魚人島的途中，當魯夫等人遭遇巨大瀑布與吞噬航行船隻的「魷魚」時，魷魚用觸手重擊千陽號，但因為羅賓及時利用果實能力，從千陽號的船身瞬間生出一雙巨手推向海底山脈，才使得千陽號避開與海底山脈的撞擊。千陽號強行進入魚人島時，因為被島內強勁的海流捲走而與夥伴們失散（動畫版為被佛朗基救起並與娜美會合），為了調查島上的歷史，暫時和娜美分開行動。在魚巴士站先是擊倒了前來追捕她的龍宮王國士兵，得到歷史本文的情報後搭乘魚巴士前往「海之森林」，除了在大珊瑚森林發現記載著喬伊波伊相關的謝罪文的歷史本文，出面阻止魯夫和吉貝爾之間的肢體衝突外，還和草帽海賊團前往魚協和廣場營救被俘虜的龍宮王國等人與吉貝爾，並與娜美成功偷取了天龍人的書信和王族的鑰匙。在跟新魚人海賊團的混戰中使出了巨腳踐踏，加上先前曾使出的巨手，從而看出羅賓兩年中特別強化攻擊力。在戰鬥中親眼看到新魚人海賊團戰鬥員哈莫特模仿天龍人任意驅使所俘虜的海賊奴隸，直呼「太殘酷」，被吉貝爾請求去解救那些奴隸。將奴隸解放後，與戰鬥員哈莫特進行對戰，並使用新絕招「花開肢體處‧W‧背摔」擊敗哈莫特。與新魚人海賊團戰鬥結束後，一行人受國王尼普頓邀請到龍宮參加慶功宴會，羅賓則在宴會後，單獨去詢問尼普頓關於喬伊波伊在「海之森林」內留下的謝罪文歷史本文的訊息，並聯結在「空島」記載的古代兵器的石碑，卻發現能力覺醒後能夠呼喚海王類的白星公主本身就是繼承古代兵器海神「波塞頓」之名的人。
抵達龐克哈薩特島後，魯夫、索隆、騙人布、羅賓組成探勘小隊，先行到島上探查地勢，卻遇上了Dr.貝卡帕庫寵養的紅龍。一行人聯手擊敗紅龍，還順勢救了只剩下半身的和之國武士錦衛門。卻在前往冰凍島的途中遭半人馬巡邏隊圍攻，所搭乘的小船被打沉而導致四人全部跌落冰海，由於海水讓魯夫和羅賓失去力氣，加上四周又充斥著鯊魚，原本四面楚歌的困境因為布魯克出面收拾對方才得以脫險，索隆也成功解決了所有的鯊魚，事後一行人還順勢將半人馬巡邏隊身上的大衣取為己用。得知魯夫與托拉法爾加·D·瓦特爾·羅打算結為海賊聯盟時，雖然沒有像其它夥伴那樣持反對意見，但也提醒魯夫結盟有著很容易被對方背叛的風險存在，之後一行人按羅了計畫準備拯救餅乾房的孩子們並誘捕凱薩·克勞恩，然而趁著凱薩與喬巴前往研究所時，和魯夫、佛朗基亂入研究所前門並與凱薩對峙，卻被凱薩的能力抽走氧氣暈倒，遭到PH部隊綑綁囚禁，後因為羅的能力成功脫困，被魯夫託付去完成某件事。在餅乾房試圖阻止發狂的孩童搶奪巨大糖果，被莫內從背後偷襲，負傷倒地，遂在索隆的掩護下，跟著夥伴們逃離現場與研究所內的眾人會合，搭上用來裝載「SAD」的貨車成功逃離研究所。恢復原狀的錦衛門和桃之助也告知魯夫等人攸關多雷斯羅薩和佐烏的訊息。
羅賓、騙人布、羅組成押送凱薩的小組，準備前往格林比特，執行交還凱薩的任務，四人在多雷斯羅薩酒館歇息的期間，得知橋樑附近的水域有鬥魚威脅往來船隻和民眾的消息，卻意外地偶遇被世界政府派來調查的CP0成員，4人成功抵達格林比特後，發現海軍戰艦竟然早他們一步先出現在島上，這也使羅賓間接懷疑海軍的到來也是羅一手策劃的，但是羅卻向她裝傻，並且表示自己沒有什麼理由要特地動用到海軍。隨後羅賓與騙人布按羅的指示，利用剩餘的15分鐘時間在森林裡進行「諜報」、「狙擊」的工作，在探索當地環境的過程中，兩人發現比他們走一步抵達島上的海軍似乎在跟什麼人對話，隨後還被迅速奪走身上的衣物，羅賓出於好奇抓住了她稱為「小人」某個移動的物體，卻反被該小人的同夥們隱居於叢林裡的頓達塔族所擒獲，恢復意識的羅賓遂拼命向小人們解釋自己並沒有來犯的意圖，沒想到小人們包含國王在內立刻就相信了這番證詞，還高興的將她鬆綁，獲釋後羅賓發現離約定時間只剩兩分鐘，自己的小電話蟲又被小人們趁著昏迷的時候放生了，於是打算另尋出口，然而小人們以該國的規矩為由要求先繳械武器，羅賓表示自己沒帶武器，小人們遂一湧而上打算奪走她身上的衣物，所幸一位小人衝出來說羅賓是大英雄「騙人蘭德」的同伴，才及時阻止眾人的攻擊。羅賓和騙人布接受小人們的招待，獲知400年前的植物學家蒙布朗·諾蘭德曾解救小人們免於人類的迫害，多達500名小人族民被困在多雷斯羅薩的「SMILE」工廠擔任苦役的消息，以及10年前發生在多雷斯羅薩的慘劇，對於該國公主碧歐菈為拯救父親性命，而被迫成為唐吉訶德家族幹部一事感觸極深（可能是想到過去的自己），為了破壞「SMILE」工廠援救被奴役的小人族民，羅賓、騙人布和後來會合的佛朗基決定與小人們合作，突襲位於多雷斯羅薩地底的「SMILE」工廠，準備讓特別幹部砂糖吞下特製的辣椒，令所有被砂糖變成玩具的人們恢復原狀，卻因為同盟的小人族民不慎被敵方逮住套話，供出羅賓等人的下落，加上羅賓試圖制服砂糖的時候不慎失手，遭其利用「童樂果實」的能力變成了布偶。事後砂糖因為將特製辣椒扔進騙人布的嘴裡，驚見騙人布扭曲哀嚎的痛苦表情而被嚇昏，令包含羅賓在內所有被變成玩具的對象恢復原狀。羅賓為了保護騙人布並阻擋托雷波爾，與托雷波爾展開激戰，但被「海賊傭兵」哈爾汀中斷戰鬥。後與革命軍的同伴薩波、可亞拉與哈庫會合。為了將手銬鑰匙交給羅，偕同蕾貝卡和巴特洛馬，利用小人族「黃色卡布小隊」的高空跳傘服務前往向日葵花田，在第3層高空遭遇唐吉訶德家族旗下幹部古拉迪斯的偷襲，羅賓讓蕾貝卡一個人先帶著鑰匙前往花田，自己與巴特洛馬和古拉迪斯3人摔落到第3層。在巴特洛馬的掩護之下前往第4層的途中遭受到白馬與古拉迪斯的攻擊，但成功了擋下白馬，並且在卡文迪許的幫忙下成功抵達第4層，加入與帝雅曼鐵的戰局並保護蕾貝卡，並以向日葵花田的向日葵花傘作為盾牌抵擋帝雅曼鐵的鐵球雨攻勢，無奈鐵球雨擊破了花傘的防禦，羅賓並在受到帝雅曼鐵挑釁而大怒的蕾貝卡不知道的情況下，以自己的肉身替她擋下鐵球雨而背部受傷 。多雷斯羅薩事件落幕後，羅賓的懸賞金提升至1億3,000萬貝里，照片亦變更成現今年齡的模樣。
乘著巴特洛馬的海賊船，魯夫等人歷經1個星期的航行，終於在哈特海賊團生命紙的引導下抵達夢幻之島佐烏，由於佐烏的真面目是一頭巨大的千年古象，眾人利用勘十郎的「畫中龍」勉強爬上了象背，在那裡，他們遇見了傳聞十分厭惡人類而且擁有極高戰鬥力的象背民族「純毛族」，而純毛族的首都「摩科莫公國」整個遭到嚴重破壞，整個國家人去樓空，羅賓透過探索推斷當地在大約半個月前已經因為人為入侵而遭到滅國。透過娜美、喬巴、布魯克、純毛族居民的闡述，獲知「摩科莫公國」被四皇海道的手下「旱禍」JACK率眾毀滅，以及香吉士為保護夥伴和了結家族恩怨，親赴「BIG MOM」和賓什莫克家族為香吉士安排的聯姻茶會。經由純毛族的兩位首領犬嵐公爵和貓蝮蛇大哥，以及錦衛門、桃之助、勘十郎、雷藏的解說，理解和之國光月家實為800年前打造歷史本文石碑的工匠一族和安置於鯨魚森林裡的路標歷史本文的意義，貓蝮蛇大哥同時也擔心羅賓，由於世界各地有不少手持路標歷史本文的手抄本卻無法解讀的強者，當他們真心想得到解讀的能力時，羅賓日後將成為被這些強者爭奪的目標，並在後續戰鬥中被四皇盯上。
索隆、騙人布、羅賓、佛朗基偕同羅與錦衛門等人前往和之國。按錦衛門的要求偽裝成藝伎「阿賓」，負責工作是藉由出色的舞技得到和之國將軍大蛇的指名，在成功混入敵方的大本營。趁著大蛇將軍沉迷於宴會時偷溜進放書籍的房間尋找歷史本文的線索，卻被將軍手下的忍者軍團「大蛇御廷番眾」發現，羅賓聲稱自己是和之國的盜賊「丑三小子」但謊言被對方識破，該隊長福祿壽即下令緝拿羅賓，隨即遭對方攻擊，所幸她為了預防萬一製造了分身，本體聯絡同在府邸的夥伴尋求協助且回到宴會會場，在小南與小紫引發騷動時救走小南，出手反擊御廷番眾的隊員，在狂死郎砍殺小紫後，悲痛的大蛇將軍將一切歸咎於子瀚，並對保護她的羅賓展開追殺，在娜美的幫助下平安脫逃，一行人把子瀚歸還給遊廓後躲藏到鈴後的北方墓場，並向眾人告知自己成功竊取到火焰祭典的消息。進入鬼島後，與布魯克一同營救被六子黑瑪莉亞脅持的香吉士並與之戰鬥，因黑瑪麗亞羞辱羅賓跟香吉士，羅賓決定跟黑瑪麗亞單挑，並使出新技能巨人開花，出現妮可羅賓的巨大身體，但在戰鬥中逐漸被瑪麗亞發現弱點，導致羅賓全身被攻擊得傷痕累累，羅賓回憶起修練的魚人空手道並成功打穿地基使出巨人惡魔之花，成功擊敗黑瑪麗亞，但也因過度消耗體力不支而倒下。鬼島大戰過後，與繼任和之國將軍桃之助的祖父光月鋤燒詢問歷史本文記載古代兵器「冥王」座落於和之國的訊息。

## 備註
1. ↑  於山口由里子產休時（《ONE PIECE》動畫第299－319話期間）代役。
2. ↑  類似名字的日文發音。
3. ↑  第一部、第二部的身高皆為188公分。
4. ↑  類似名字的日文發音。
5. ↑  類似「花花」的日文發音。
6. ↑  原作中羅賓的瞳色為深紅色，且原本就是白皙肌膚，動畫組於第二部將膚色修正，但瞳色仍然和第一部一樣是藍色，而在劇場版ONE PIECE FILM 強者天下以及ONE PIECE FILM Z中，羅賓的瞳色與膚色均採用了原作設定，但僅僅只有這兩次。
7. ↑  出身歐哈拉的羅賓是目前已知唯一能解讀歷史本文的人，而歷史本文中記載著古代兵器的去向。
8. ↑  至於為何不把自己的想像告訴夥伴藉此讓大家高興，作者解釋羅賓是個在這方面的表達能力上比較笨拙的人，如果把想像的東西畫出來或直接說出來，就會跟她的形象完全不符合。[16]
9. ↑  多雷斯羅薩篇，羅賓試圖以保持距離的狀態，用能力制伏多佛朗明哥的特別幹部砂糖時，因為被砂糖觸碰手開花而導致本體被變成玩具一段時間。
10. ↑  實際上是海軍本部中將哈古瓦爾‧D‧薩烏羅為掩護羅賓逃跑下的手。
11. ↑  其後在魚人島篇證實，該歷史本文所說的古代兵器「海皇」，其實是每隔100年便會降生於世擁有呼喚海王類能力的人魚公主，而這次繼承此名號和能力的人魚公主，即為魚人島龍宮王國的白星。